# Euphorbia guntensis
Euphorbia guntensis — вид рослин із родини молочайних (Euphorbiaceae), ендемік Таджикистану.

## Опис
Це гола сірувато-зелена рослина заввишки 10–18 см. Стеблові листки майже сидячі, біля основи клиноподібні, лінійні, 3–5 см, коротко шпилясті, цілі, на вершині неясно зазубрені. Квітки жовті. Період цвітіння: літо.

## Поширення
Ендемік Таджикистану.